# Municipio de New Bethel
El municipio de New Bethel (en inglés: New Bethel Township) es un municipio ubicado en el  condado de Rockingham en el estado estadounidense de Carolina del Norte. En el año 2010 tenía una población de 6.703 habitantes.

## Geografía
El municipio de New Bethel se encuentra ubicado en las coordenadas 36°19′32.49″N 79°52′31.13″O / 36.3256917, -79.8753139.